# تشيو جين
تشيو جين (بالإنجليزية: Qiu Jin) (و. 1875 – 1907 م) هي كاتبة، وشاعرة من الصين ولدت في سيامن.